# Асквит, Энтони
Э́нтони А́сквит (англ. Anthony Asquith; 9 ноября 1902[…], Лондон — 20 февраля 1968 или 21 февраля 1968, Лондон) — английский кинорежиссёр, один из представителей известной благородной фамилии Асквитов.

## Биография
Энтони Асквит, сын премьер-министра Великобритании Герберта Асквита и писательницы Марго Асквит (англ.), родился 9 ноября 1902 года в Лондоне. Имел прозвище Puffin (рус. Топорик), как его звали в семейном кругу. Получил образование школах Итон-хаус (англ.), в Винчестерском колледже и в Оксфордском университете (Баллиол-колледж).
Начал заниматься режиссурой в конце 1920-х годов и успел создать четыре немых фильма до наступления эры звукового кино.
Асквит страдал алкоголизмом, был скрытым гомосексуалом и поэтому никогда не был женат и не имел детей.
Энтони Асквит скончался на 66-м году жизни от лимфомы.
С 1968 по 1981 год, и с 1995 по 2008 год его имя носила музыкальная премия BAFTA; которая с 1981 по 1995 год, и с 2008 года по настоящее время называется «Премия BAFTA за лучшую музыку к фильму».

## Избранная фильмография
- 1927 —  / Shooting Stars
- 1928 — Подземка / Underground
- 1929 — Сбежавшая принцесса / англ. The Runaway Princess
- 1929 — Коттедж в Дартмуре / англ. A Cottage on Dartmoor
- 1931 — Говори, Англия / Tell England
- 1932 — Счастливый номер / англ. The Lucky Number
- 1932 — Танец красивой дамы / англ. Dance Pretty Lady
- 1934 — Неоконченная симфония / Unfinished Symphony
- 1935 — Московские ночи / Moscow Nights
- 1938 — Пигмалион / Pygmalion
- 1940 — Французский без слёз / French Without Tears
- 1941 — Радио свободы / англ. Freedom Radio
- 1941 — Тихая свадьба / англ. Quiet Wedding
- 1941 — Сдаётся коттедж / англ. Cottage to Let
- 1942 — Без цензуры / Uncensored
- 1943 — Ночное погружение / англ. We Dive at Dawn
- 1943 — Полурай / англ. The Demi-Paradise
- 1944 — Фанни при газовом свете / Fanny by Gaslight
- 1945 — Путь к звёздам / англ. The Way to the Stars
- 1947 — Пока сияет солнце / англ. While the Sun Shines
- 1948 — Приговор / The Winslow Boy
- 1950 — Та самая женщина / англ. The Woman in Question
- 1951 — Версия Браунинга / The Browning Version
- 1952 — Как важно быть серьёзным / The Importance of Being Earnest
- 1953 — Последнее испытание / англ. The Final Test
- 1953 — Сеть / The Net
- 1954 — Молодые любовники / англ. The Young Lovers
- 1955 — Каррингтон, кавалер Креста Виктории / Carrington V.C.
- 1958 — Приказы убивать / англ. Orders to Kill
- 1958 — Дилемма доктора / The Doctor's Dilemma
- 1959 — Клевета / Libel
- 1960 — Миллионерша / The Millionairess
- 1961 — Двое живых и один мёртвый / англ. Two Living, One Dead
- 1963 — Весьма именитые персоны / англ. The V.I.P.s
- 1964 — Жёлтый Роллс-Ройс / англ. The Yellow Rolls-Royce

### Короткометражные фильмы
- 1936 — История деревни Папворт / англ. The Story of Papworth
- 1940 — Происшествие на канале / англ. Channel Incident
- 1941 — Час пик / Rush Hour
- 1944 — Два отца / Two Fathers

## Награды и номинации[9]
- 1938 — Кубок Муссолини в номинации «Лучший фильм» за ленту «Пигмалион» — номинация.
- 1951 — Каннский кинофестиваль — Гран-при за ленту «Версия Браунинга» — номинация.
- 1951 — Берлинский кинофестиваль — Бронзовый медведь и Малая Бронзовая тарелка за ленту «Версия Браунинга» — победа.
- 1952 — Венецианский кинофестиваль — Золотой лев за ленту «Как важно быть серьёзным» — номинация.
- 1952 — Премия Бодил в номинации «Лучший европейский фильм» за ленту «Версия Браунинга» — победа.
- 1958 — Каннский кинофестиваль — Золотая пальмовая ветвь за ленту «Приказы убивать» — номинация.